# Illa de Roosevelt
L'illa de Roosevelt és una illa de l'Antàrtida que està coberta de gel, fa uns 7.500 km² de superfície. Arriba a 550 m d’altitud. Va rebre el nom de Franklin D. Roosevelt, president dels Estats Units per part del seu descobridor l’almirall Richard E. Byrd el 1934.